# Аспангберг-Санкт-Петер
Аспангберг-Санкт-Петер (нем. Aspangberg-Sankt Peter) — коммуна (нем. Gemeinde) в Австрии, в федеральной земле Нижняя Австрия.
Входит в состав округа Нойнкирхен.  Население составляет 2059 человек (на 31 декабря 2005 года). Занимает площадь 81,37 км². Официальный код  —  31803.

## Политическая ситуация
Бургомистр коммуны — Йозеф Бауэр (АНП) по результатам выборов 2010 года.
Совет представителей коммуны (нем. Gemeinderat) состоит из 21 места.
- АНП занимает 16 мест.
- СДПА занимает 5 мест.